# Parafia Trójcy Przenajświętszej w Łaszczówce
Parafia Trójcy Przenajświętszej w Łaszczówce – rzymskokatolicka parafia należąca do dekanatu Tomaszów-Południe diecezji zamojsko-lubaczowskiej. 
Została utworzona w 1992. Mieści się przy ulicy Tomaszowskiej. Parafię prowadzą księża diecezjalni.
Do parafii należą wierni z następujących miejscowości: Łaszczówka, Nowy Przeorsk, Przeorsk, Ruda Wołoska, Ruda Żelazna